# Дэвис, Бен (кинооператор)
Бен Дэ́вис, BSC (англ. Ben Davis; 1961, Лондон, Англия) — английский кинооператор, наиболее известный по своей работе с продюсером и режиссёром Мэттью Воном. Его главные работы включают фильмы «Пипец» (2010), «Ганнибал: Восхождение» (2007), «Звёздная пыль» (2007) и «Слоёный торт» (2004).

## Карьера
Бен Дэвис начал свою карьеру в компании Samuelsons Camera House, ставшей впоследствии частью компании Panavision, специализирующейся на выпуске оборудования для кинопроизводства. Он работал в качестве оператора художественных фильмов и рекламных роликов. В течение этого периода он работал с Билли Уильямсом, Дугласом Слокомбом и Роджером Дикинсом. Его первой крупной работой в качестве кинооператора стал британский фильм 2002 года «Миранда».

## Личная жизнь
Женат на кинорежиссёре и сценаристе Камилль Гриффин. У супругов трое сыновей — Роман Гриффин Дэвис и близнецы Харди Гриффин Дэвис и Гилби Гриффин Дэвис.

## Фильмография
- Миранда[англ.]/ Miranda (2002)
- Слоёный торт / Layer Cake (2004)
- Представь нас вместе / Imagine Me & You (2005)
- Ганнибал: Восхождение / Hannibal Rising (2007)
- Звёздная пыль / Stardust (2007)
- Территория девственниц / Virgin Territory (2007)
- Франклин / Franklyn (2008)
- Пипец / Kick-Ass (2010)
- Неотразимая Тамара / Tamara Drewe (2010)
- Расплата / The Debt (2010)
- Обряд / The Rite (2011)
- Отель «Мэриголд». Лучший из экзотических / The Best Exotic Marigold Hotel (2012)
- Гнев титанов / Wrath of the Titans (2012)
- Семь психопатов / Seven Psychopaths (2012)
- Даю год / I Give It a Year (2013)
- Стражи Галактики / Guardians of the Galaxy (2014)
- Прежде, чем я усну / Before I Go to Sleep (2014)
- Мстители: Эра Альтрона / Avengers: Age of Ultron (2015)[5] (2015)
- Гений / Genius (2016)
- Доктор Стрэндж / Doctor Strange (2016)[6]
- Три билборда на границе Эббинга, Миссури / Three Billboards Outside Ebbing, Missouri (2017)
- Дамбо / Dumbo (2019)
- Капитан Марвел / Captain Marvel (2019)
- King’s Man: Начало / The King’s Man (2021)
- Банши Инишерина / The Banshees of Inisherin (2022)

## Номинации
- 2018: Премия BAFTA за лучшую операторскую работу в фильме «Три билборда на границе Эббинга, Миссури»
- 2018: Премия «Спутник» за лучшую операторскую работу в фильме «Три билборда на границе Эббинга, Миссури»
- 2018: Премия британского независимого кино за лучшую операторскую работу в фильме «Три билборда на границе Эббинга, Миссури»